# Унгарско въстание (1956)
Унгарското въстание от 1956 г. (на унгарски: 1956-os forradalom or felkelés) е спонтанен революционен бунт срещу правителството на Унгарската народна република и неговата просъветска политика, който продължава от 23 октомври до 10 ноември 1956 г.

## Наименование
В историографията съществува спор за наименованието на събитията, разиграли се в Унгария през 1956 г. С цел избягването му се използва неутралното „събития“, като на изток се употребява термина въстание, а на запад – революция. Съветската историография охарактеризира събитията като Унгарски контрареволюционен метеж от 1956 г.
Публичното обсъждане на събитията е възпрепятствано в Унгария повече от 30 години, но след 1980-те години въстанието става обект на засилен интерес и изучаване. При създаването на Третата република Унгария през 1989 г. 23 октомври е обявен за национален празник на страната.

## История

### Предистория
Събитията се развиват след произнесения от Хрушчов секретен доклад на 20 конгрес на КПСС през февруари 1956 г., с който е развенчан култа към личността на Сталин. Недоволството от наложения с Червената армия ред прераства във въстание, което е подкрепено и от немалка част от партийното ръководство на управляващата Унгария – Унгарска партия на труда, преименувана след събитията на УКП.

### Искания
Причина за разигралите се събития са исканията за конституционно преустройство в Унгария:
1. Формата на управление на Унгария е парламентарна република.
2. Общественият строй е социалистически, като основната част от средствата за производство са обществена собственост при забрана на експлоатацията. И по-конкретно:
- запазване на поземлената реформа от 1945 г.; частната собственост върху обработваемата земя се ограничава до 40 холда (200 дка);
- мините, банките и тежката промишленост са държавна собственост;
- Заводите са колективна собственост, основана върху принципа на работническото самоуправление: работниците притежават акции и получават дял от печалбата;
- свобода на частната инициатива и предприемачеството в рамките на плановото стопанство при забрана на експлоатацията;
- защита на труда и свобода на работническите сдружения;
- всеобщо обществено осигуряване.

3. Овъзмездяване на нанесените имуществени и морални вреди до размера на отнетите жилища, унищожения инвентар и отнетите резултати на личния труд и в никакъв случай до размера на отнетите имуществени или икономически позиции във властта; собствениците на предприятия и акции, както и едрите земевладелци и техните наследници не се обезщетяват за одържавените им имоти след 1945 г.
4. Реорганизацията на държавната администрация се извършва съвместно с комитетите на местното самоуправление.
5. Пълна религиозна свобода при отделяне на църквата от държавата.
6. Тези принципи и правила имат силата на конституционна разпоредба, неотменяеми са за срок от 10 години, а след този срок могат да се изменят само с референдум при участие на не по-малко от две трети от имащите право на глас (втори вариант: могат да се изменят с две трети парламентарно мнозинство).
7. Всяка партия, която не признава горните правила, се прогласява за противоконституционна от Конституционния съд. Забранява се и всяка дейност, провеждана публично посредством печата, събрания или по друг начин, целяща промяната на установения от конституцията обществено-икономически строй.
Голяма е ролята в подготовката на исканията и на голяма част от функционерите в УКП.
Исканията са определени от партийното ръководство в СССР по онова време като метеж и политически опит на западните сили за разграждане от вътре на току-що учредената Организация на Варшавския договор от силите на Реакцията, понеже Имре Наги провъзгласява оттеглянето на Унгария от Варшавския договор. Въстанието е смазано от Червената армия.

### Развитие
Въстанието започва като студентска демонстрация, към която се присъединяват хиляди граждани, докато тя минава през центъра на Будапеща на път към сградата на парламента. Студентска делегация, която опитва да влезе в сградата на радиото, за да излъчи исканията си, е задържана. Когато мнозинството навън изисква тя да бъде пусната, срещу него започва стрелба от силите на държавната сигурност вътре в сградата. Новините се разпространяват бързо, а с тях насилието и безредиците в столицата.
Бунтът бързо се разпространява в цяла Унгария и правителството пада. Хиляди се организират в опълчения и започват бой със силите на държавна сигурност. Просъветско настроени комунисти и полицейски служители често са екзекутирани или затваряни, като от затворите са пускани и въоръжавани затворници. Импровизирани съвети изземват контрола над общините от управляващата Унгарска работническа народна партия и поставят политически искания. Новото правителство формално разпуска Полицията на държавна сигурност, обявява желание да се изтегли от Варшавския договор и обещава да проведе нови свободни избори. До края на октомври боевете почти приключват и нормалната обстановка започва да се възстановява.
След като обявява готовност да изтегли съветските войски от Унгария, Политбюро на ЦК на КПСС променя решението си и се подготвя за смазване на революцията. На 4 ноември значителен брой съветски войски нахлуват в Будапеща и в други райони на страната. Унгарската съпротива продължава до 10 ноември. Над 2500 унгарци и 700 съветски войници са убити в конфликта, а 200 000 унгарци стават бежанци. Масовите арести и преследвания продължават месеци след това. До януари 1957 г. новоназначеното от СССР правителство унищожава всякаква видима опозиция. Тези съветски действия са осъдени от много западни марксисти, въпреки че те засилват съветския контрол в Централна Европа.

## Жертви
Екзекутирани са:
- Имре Наги – министър-председател на Унгария;
- Пал Малетер – министър на отбраната в правителството на Имре Наги;
- Йожеф Силади – началник на кабинета на Имре Наги;
- Миклош Гимеш – журналист;
- Геза Лошонци – журналист, министър в правителството на Имре Наги, който умира в затвора при неизяснени обстоятелства.

Осъдени на различни срокове лишаване от свобода са:
- Михай Фаркаш – министър на отбраната (1948 – 1953) и член на Политическия комитет на УКП;
- Шандор Харасти – журналист и главен редактор на вестник „Непсабадшаг“;
- Миклош Вашархей – журналист и прессекретар на Имре Наги;
- Дьорд Фазекаш – журналист и съветник на Имре Наги;
- Ференц Яноши – генерал от полицията;
- Шандор Копачи – директор на полицията на Будапеща;
- Ференц Донат – икономист и член на провинциален комитет на УКП.

## България
Унгарските събития се разиграват в годината на провеждане на Априлския пленум на БКП.
Георги Чанков в София заявява, че една от грешките на бившето ръководство на Унгарската партия на трудещите се е, че много ръководни партийни и държавни постове в Унгария са били заети от евреи, което е дало възможност на Реакцията да използва антисемитските настроения в страната и да насочи масите против партията и народната власт, а Вълко Червенков в Пловдив, пред активите от партийните организации на I и II пловдивски околии, казва, че „заемането на много ръководни места от евреи в партийния и държавния апарат на Унгария е груба грешка, допусната от бившето ръководство на Унгарската партия на трудещите се“, след което привежда и цифри, с които илюстрира какво е било съотношението между евреи и унгарци в Политбюро и правителството, което, според него, е накърнявало националните чувства на унгарския народ.
Внушенията на Вълко Червенков са опровергани в отворено писмо на Централната консистория на евреите в България, изпратено до ЦК на БКП. Писмото завършва със заклинанието, че „Ние, комунистите-евреи, винаги сме се считали не чужди, а собствени на Българската комунистическа партия кадри, и повече от всеки друг път сме сплотени около нашата родна Партия и нейния Централен комитет и заявяваме, че няма да жалим сили в изпълнение на всички задачи, които стоят за разрешение пред Партията“.